# Anthony Black
Anthony Black (Las Colinas, Texas; 20 de enero de 2004) es un baloncestista estadounidense que pertenece a la plantilla de los Orlando Magic de la NBA. Con 2,01 metros de estatura, juega en la posición de escolta.

## Trayectoria deportiva

### Universidad
Tras participar en su época de secundaria en los prestigiosos McDonald's All-American y Nike Hoop Summit, jugó una temporada con los Razorbacks de la Universidad de Arkansas, en la que promedió 12,8 puntos, 5,1 rebotes, 3,9 asistencias y 2,1 robos de balón por partido. Al término de la temporada fue incluido en el mejor quinteto freshman de la Southeastern Conference.
El 12 de abril de 2023 anunció que renunciaría al resto de su elegibilidad universitaria e ingresaría en el draft de la NBA.

#### Estadísticas
| Año     | Equipo   | PJ | PT | MPP  | %TC  | %3P  | %TL  | RPP | APP | ROB | TPP | PPP  |
| ------- | -------- | -- | -- | ---- | ---- | ---- | ---- | --- | --- | --- | --- | ---- |
| 2022–23 | Arkansas | 36 | 36 | 34.9 | .453 | .301 | .705 | 5.1 | 3.9 | 2.1 | .6  | 12.8 |
| Total   | Total    | 36 | 36 | 34.9 | .453 | .301 | .705 | 5.1 | 3.9 | 2.1 | .6  | 12.8 |

### Profesional
Fue elegido en la sexta posición del Draft de la NBA de 2023 por los Orlando Magic.

## Estadísticas de su carrera en la NBA

### Temporada regular
| Año     | Equipo  | PJ  | PT | MPP  | %TC  | %3P  | %TL  | RPP | APP | ROB | TPP | PPP |
| ------- | ------- | --- | -- | ---- | ---- | ---- | ---- | --- | --- | --- | --- | --- |
| 2023-24 | Orlando | 69  | 33 | 16.9 | .466 | .394 | .613 | 2.0 | 1.3 | .5  | .3  | 4.6 |
| 2024-25 | Orlando | 78  | 10 | 24.2 | .423 | .318 | .761 | 2.9 | 3.1 | 1.1 | .6  | 9.4 |
| Total   | Total   | 147 | 43 | 20.8 | .435 | .343 | .718 | 2.5 | 2.3 | .8  | .5  | 7.2 |

### Playoffs
| Año   | Equipo  | PJ | PT | MPP  | %TC  | %3P  | %TL  | RPP | APP | ROB | TPP | PPP |
| ----- | ------- | -- | -- | ---- | ---- | ---- | ---- | --- | --- | --- | --- | --- |
| 2024  | Orlando | 2  | 0  | 5.4  | .429 | .000 | —    | 1.0 | 1.0 | .5  | .0  | 3.0 |
| 2025  | Orlando | 5  | 0  | 17.8 | .405 | .154 | .692 | 4.4 | .0  | .8  | .2  | 8.2 |
| Total | Total   | 7  | 0  | 14.3 | .409 | .133 | .692 | 3.4 | .3  | .7  | .1  | 6.7 |